# Gobernación de Nueva León
La gobernación de Nueva León fue una provincia o división territorial del Imperio español en la zona más meridional de la Patagonia; fue creada en la capitulación de Nueva León firmada por el rey de Castilla. Se concedió a Simón de Alcazaba y Sotomayor 200 leguas hacia el sur contando desde el paralelo en el que terminaba la jurisdicción dada a Pedro de Mendoza, entre el océano Atlántico y Pacífico, con lo que Alcazaba fue nombrado gobernador, capitán general, adelantado y alguacil mayor del territorio.
Originalmente la gobernación no tocaba el estrecho de Magallanes, sin embargo, cuando se le otorga la gobernación a Francisco de Camargo el 8 de diciembre de 1536, ésta se amplía hasta el estrecho y es conocida como la "Provincia del Estrecho". Desde 1539 limitó al sur con la gobernación de la Terra Australis.
Sin embargo Alcazaba y Sotomayor no pudo hacer efectiva la expedición y el rey proyectó (entre 1530 y 1531) entregar los territorios desde la localidad de Coronel hasta el estrecho de Magallanes a la Familia Fugger de Alemania por razones de deudas, sin embargo esta rechazó la oferta. Estos ya habían aceptado la de Venezuela. 
El 21 de mayo de 1534 el rey firmó otras tres capitulaciones para explorar y ocupar las tierras americanas. Nueva León según la historiografía chilena habría tenido como límite norte el paralelo 36°57' (línea de Coronel a Pinamar) y de límite sur el paralelo 48°22'52" sur (línea de isla Campana a bahía Laura).

## Capitulación de Alcazaba y Sotomayor
Texto de la capitulación de Alcazaba y Sotomayor:

Por cuanto vos, Simón de Alcazaba, nuestro criado é gentilhombre de nuestra casa, por nos servir, os ofrecéis de descubrir, conquistar y poblar á vuestra costa y misión, sin que en ningún tiempo seamos obligados nos, ni los reyes que después de nos vinieren, á vos pagar, ni satisfazer los gastos que en ello hobierdes, mas de lo que en esta capitulación vos será otorgado, las tierras y provincias que hay en doscientas leguas de costa en la mar del Sur, que comienzan desde donde se acaban los límites de la gobernación que tenemos encomendada á don Pedro de Mendoza hacia el Estrecho de Magallanes, el cual dicho descubrimiento y población queréis hacer á vuestra costa, haciendo vos las mercedes, y concediendo á vos é á los pobladores las cosas que yuso serán declaradas; y nos, considerando vuestra fidelidad y celo con que os movéis á nos servir, é la industria y esperiencia de vuestra persona, mandamos tomar y tomamos cerca de lo susodicho con vos el dicho Simón de Alcazaba el asiento y capitulación siguiente:

Primeramente, que vos darémos licencia, como por la presente vos la damos, para que en nuestro nombre e de la corona real de Castilla, podais conquistar, pacificar i poblar las tierras i provincias que hobiere por la dicha costa del mar del Sur en las dichas doscientas leguas mas cercanas a los limites de la gobernacion que tenemos encomendada al dicho don Pedro de Mendoza, lo cual hayais de facer dentro de seis meses desde el dia de la fecha desta, estando a la vela con los navíos necesarios para llevar, i que lleveis en ellos, ciento i cincuenta hombres destos nuestros reinos de Castilla y de otras partes permitidas; i dentro de año i medio i en adelante luego siguiente, seais tenido i obligado a proseguir e fenecer el dicho viaje con otros cien hombres, con las personas relijiosas e clérigos, e con los nuestros oficiales, que para conversion de los indios a nuestra santa feé i buen recaudo de nuestra hacienda, vos serán dados i señalados por nuestro mandado, a los cuales relijiosos habeis de dar i pagar el flete i matalotaje i los otros mantenimientos necesarios, conforme a sus personas, todo a vuestra costa, sin por ello les llevar cosa alguna durante toda la dicha navegacion, lo cual mucho vos encargamos que así hagais i cumplais, como cosa del servicio de Dios i nuestro, porque de lo contrario, nos terníamos de vos por deservidos.
Item, vos darémos, i por la presente vos damos, licencia i facultad para que si del dicho estrecho de Magallánes, prosiguiendo la dicha navegacion, hasta llegar al término de las dichas doscientas leguas, que, como dicho es, ha de ser el límite de la dicha vuestra gobernacion e conquista, tuviéredes noticia de algunas tierras e islas que al servicio de Dios i nuestro convenga tener entera relacion dellas, podais, en tal caso, vos, o la persona que para ello señaláredes, con acuerdo de los nuestros oficiales i de los dichos relijiosos, con que no sean mas de cuatro personas, salir a tierra, poniendo por escrito todo lo que consigo llevaren cada una de las dichas cuatro personas para rescate, o en otra cualquier manera, e ansí mismo lo que trajeren consigo cuando tornasen a los dichos navíos, para que de todo se tenga en cuenta i razon, i se ponga particularmente por escrito la calidad de la tierra i moradores i naturales della, e de las cosas que se dan e crian en ella, para que, informados nosotros de la verdad de todo ello, proveamos lo que convenga al servicio de Dios e nuestro.
 
Item, vos prometemos que, durante el tiempo de los dichos dos años, ni despues, cumpliendo lo que por vuestra parte fuéredes tenido a cumplir por este asiento i capitulacion, no darémos licencia a ninguna persona para conquistar i descubrir las tierras i provincias que se incluyeren en las dichas doscientas leguas continuadas desde donde se acaban los límites de la gobernacion del dicho don Pedro de Mendoza, como dicho es; ántes lo defenderémos espresamente; i para ello, vos darémos las provisiones que fueren necesarias.
 
Item, vos hacemos nuestro gobernador por toda vuestra vida de las dichas tierras i provincias que ansí descubriéredes i pobláredes en el término de las dichas doscientas leguas, con salario de mil i quinientos ducados en cada un año, pagados de los provechos que nos tuviésemos en la dicha tierra (...)

Alcazaba y Sotomayor fue así nombrado gobernador vitalicio, alguacil mayor y teniente de las fortalezas que edificara.

## Provincia de Nueva León

Extensión de Nueva León entre 1534 y 1536.

Alcazaba partió del puerto de Sanlúcar de Barrameda el 21 de septiembre de 1534, en una expedición de 250 hombres en dos naves; la que él mismo comanda, Madre de Dios y San Pedro, que llevaba como capitán a Rodrigo Martínez. 
Las naves se encontraban en estado regular, producto de las escasa posibilidades de Alcazaba para financiar la expedición. A poco de la partida, deben recalar en las islas Canarias para reparar averías en los cascos. 
A principios de 1535 alcanzan el estrecho de Magallanes con la idea de cruzar al Pacífico, pero la situación climática se los impidió. La expedición retornó hacia el norte bordeando la costa del Atlántico, y el 9 de marzo de 1535 Alcazaba fundó en la caleta Hornos de la bahía Gil, 29 kilómetros al sur de la actual localidad de Camarones, en la provincia del Chubut, el Puerto de los Leones.
El precario caserío, construido en buena parte con materiales bajados de las naves, no tendría una historia muy larga. Como la intención básica de los expedicionarios parecía ser la búsqueda de las riquezas legendarias, en forma inmediata sale una expedición hacia el interior, buscando por tierra el camino al océano Pacífico.

## Expedición por tierra
La incursión terrestre recorrió la meseta de Sotomayor, y se internó unos 70 kilómetros hasta descubrir el actual río Chico, que llamaron Guadalquivir, donde además se encontraron con indígenas. Posiblemente hayan encontrado también el cauce del río Chubut a la altura de la actual localidad de Las Plumas. 
El contraste entre las expectativas de los expedicionarios y el árido paisaje, sumado a las dificultades para encontrar alimento, generan un contexto de amotinamiento que culmina con el asesinato de Alcazaba y varios de sus leales a manos de los amotinados. Estos son finalmente dominados por Rodrigo de Islas y otros miembros de la expedición, pero el motín produce la muerte de 80 integrantes de la expedición y el fracaso de la misma.

## El regreso
Las naves abandonaron el lugar, dejando en la costa a los tres cabecillas del motín, de quienes no se tiene más noticias. La "San Pedro" logró llegar a Santo Domingo luego de innumerables peripecias, pero la nave capitana, "Madre de Dios" naufragó frente a las costas del Brasil.
De los 250 expedicionarios que partieran de España, sólo 75 lograron regresar a la isla del Caribe. 

## Capitulación del obispo de Plasencia

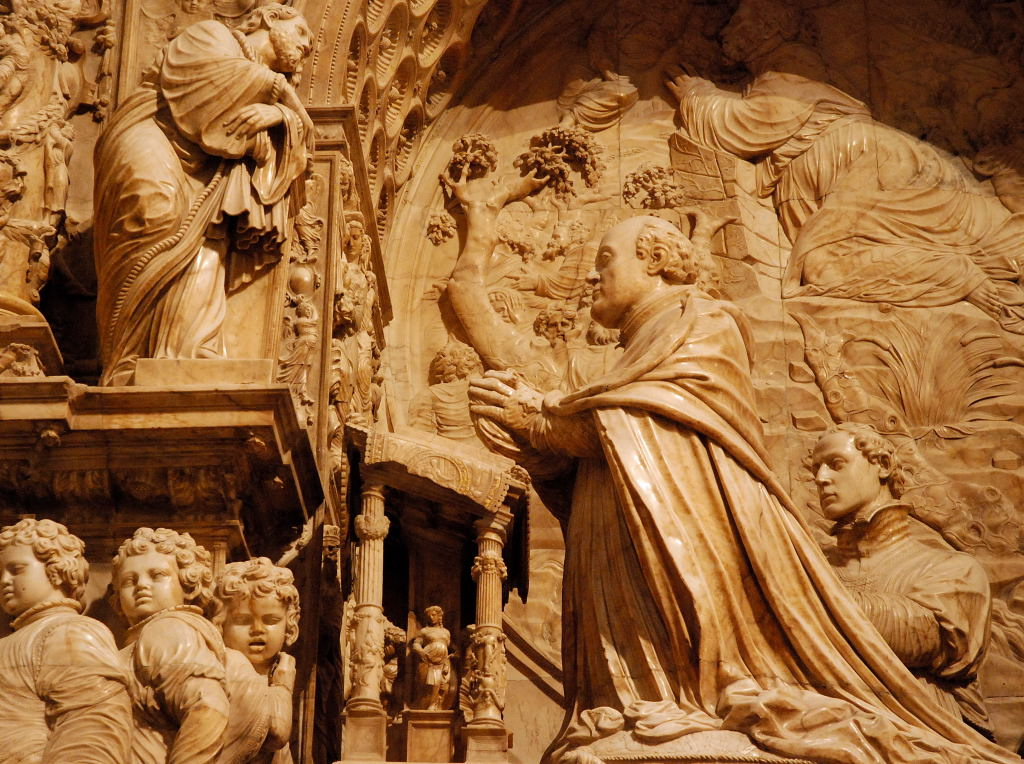
Sepulcro en alabastro, obra de Francisco Giralte, del obispo Gutierre de Vargas Carvajal en la Capilla del Obispo (Madrid)

El siguiente intento colonizador en tierras patagónicas fue la capitulación gestionada por el obispo de Plasencia Gutierre de Vargas Carvajal para su hermano Francisco de Camargo firmada el 6 de noviembre de 1536. Camargo fue nombrado adelantado, gobernador y capitán general vitalicio, alguacil mayor y teniente de las 3 fortalezas que debía construir, pudiendo además nombrar un heredero luego de 3 años. La gobernación se extendía desde los 36°57'09" sur hasta el estrecho de Magallanes, por lo que era más extensa que la capitulada con Alcazaba y Sotomayor.

(...) Por cuanto vos, Francisco de Camargo, vecino y rejidor de la ciudad de Plasencia, nuestro criado, por la mucha voluntad que teneis de nos servir i del acrecentamiento de nuestra corona real de Castilla, os ofreceis de ir a conquistar i poblar las tierras i provincias que hai por conquistar i poblar en la costa del mar del Sur desde donde se acabaren las doscientas leguas que en la dicha costa están dadas en gobernacion a don Pedro de Mendoza, hasta el estrecho de Magayais; i con toda la vuelta de costa i tierra del dicho estrecho hasta la vuelta por la otra mar al mismo grado que corresponda al grado donde hubiere acabado en la dicha mar del Sur la gobernacion de don Pedro de Mendoza, i comenzase la suya, i las islas que están en el paraje de las dichas tierras i provincias que ansí habeis de conquistar i poblar en la dicha mar del Sur, siendo dentro de nuestra demarcacion.
Texto de la capitulación otorgada a Francisco de Camargo, 24 de enero de 1539

Una vez preparada la expedición Camargo transfirió el 24 de enero de 1539 sus derechos al fray Francisco de la Ribera, quien como gobernador comandó la expedición compuesta por cuatro naves que preparó en Sevilla y Sanlúcar de Barrameda, zarpando de éste último en agosto de 1539.
El 20 de enero de 1540 las tres naves que lograron llegar entraron en el estrecho de Magallanes, donde sufrieron un temporal que dos días después hundió a la nave capitana al mando de Ribera, siendo recogida y salvada su tripulación, separando a los otros dos barcos en direcciones opuestas. El segundo barco, después de diez meses logra retornar a España a duras penas, y, el tercer barco, la Incógnita en el que iba el pariente de Francisco de Camargo, Alonso de Camargo logró llegar al Perú tras atravesar el estrecho, descubrir probablemente el canal Beagle y avistar la isla de Chiloé. La otra nave de nombre desconocido, cuyo capitán probablemente haya sido Gonzalo de Alvarado, hizo toma de posesión de lo que se cree eran las islas Malvinas el 4 de febrero de 1540, en donde invernó por cinco meses para finalmente continuar viaje y llegar a España.
El siguiente intento colonizar del área se efectuaría en 1584 con el fracasado intento de fundar la Ciudad del Rey Felipe en la península de Brunswick, tras eso, en 1779 se realizó la expedición al mando de Juan de la Piedra exploró la bahía sin fondo (actual golfo Nuevo) y fundó el Fuerte de San José de la Candelaria. En esta expedición, aunque nuevamente destinada al fracaso, participaron personajes que tendrían luego un papel preponderante en la colonización de la Patagonia, como Rodrigo de Viedma y Basilio Villarino.